# Gobiomorus polylepis
Gobiomorus polylepis — вид окунеподібних риб родини елеотрових (Eleotridae).

## Поширення
Мешкає в узбережних морських водах, солонуватих водоймах та в гирлах річок вздовж тихоокеанського узбережжя Мексики та Коста-Рики. У Мексиці трапляється у штатах Наярит, Оахака, Халіско. Зареєстрований від потоку за 8,5 милі на схід від Лас-Варас (Наярит), на південь і схід до річки Копаліта, за 27,3 милі дорогою E від Почутли (Оахака) біля містечка Пуерто-Анхель. У Коста-Риці спостерігався від річки Посо-Саладо (Плайя-Наранхо) до річки Хікоте біля Ломи. Вид має сильну прихильність до помірної або крутої течії, скелястих перепадів, а також до скель або валунів, а не лише до піщаних субстратів.

## Опис
Виростає до 28 см завдовжки.